# Valhey
Valhey ist eine französische Gemeinde mit 160 Einwohnern (Stand 1. Januar 2022)  
im Département Meurthe-et-Moselle in der Region Grand Est. Sie gehört zum Arrondissement Lunéville und zum Kanton Lunéville-1. 
Nachbargemeinden sind Bathelémont im Nordosten, Bauzemont im Südosten, Einville-au-Jard im Südwesten sowie Serres im Nordwesten. 

## Bevölkerungsentwicklung
| Jahr      | 1962 | 1968 | 1975 | 1982 | 1990 | 1999 | 2008 | 2019 |
| --------- | ---- | ---- | ---- | ---- | ---- | ---- | ---- | ---- |
| Einwohner | 148  | 153  | 140  | 151  | 165  | 158  | 166  | 165  |

## Sehenswürdigkeiten
- Kirche Sainte-Madeleine
- Siehe auch: Liste der Monuments historiques in Valhey

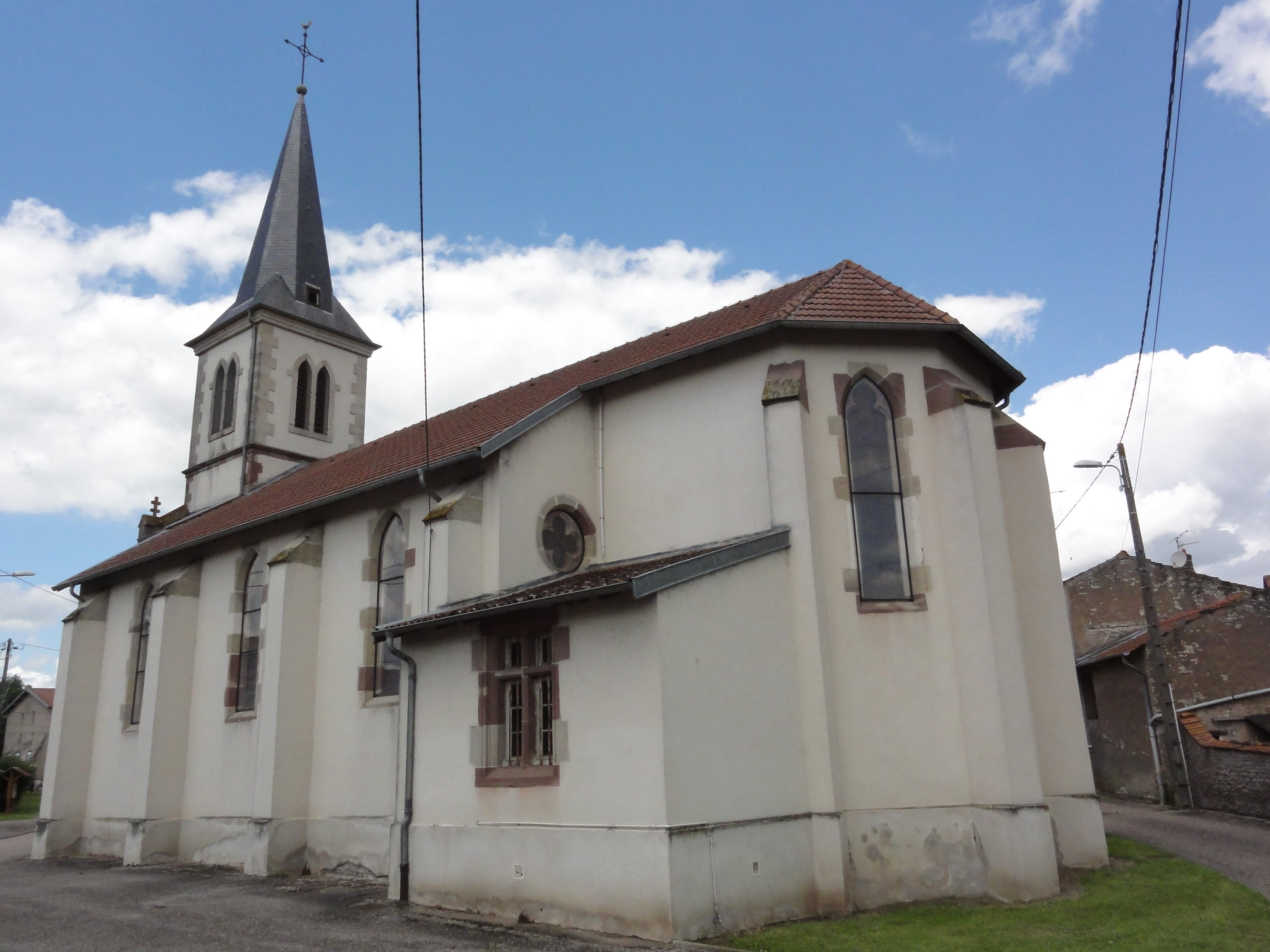
Kirche Sainte-Madeleine